# Knight of the Apocalypse
Knight of the Apocalypse (The Minion, Die Ritter der Apokalypse) ist ein US-amerikanisch-kanadischer Horrorfilm aus dem Jahr 1998. Die Hauptrolle verkörperte Dolph Lundgren. Der deutsche Alternativfernsehtitel lautet Der Ritter der Apokalypse, außerdem wird er als Der Mönch und der Dämon vertrieben.

## Handlung
22. Dezember 999 AD: Im Heiligen Land kämpfen Ritter des Templerordens mit einem Verfolger. Ein Mönch bringt den Schlüssel zum Kerker des Teufels in Sicherheit und verhindert damit, dass der Minion seinen satanischen Herrn freisetzt. 1000 Jahre später, zur Jahrtausendwende, lauert wieder Gefahr durch das Böse. Im Jahr 1999 entdecken Arbeiter Skelette in einer U-Bahnbaustelle in New York City. Die Archäologin Karen Goodleaf untersucht den mysteriösen Fund und entdeckt den Schlüssel. Der Diener des Teufels versucht ihn ihr abzunehmen, wird aber vom Templermönch Lukas aufgehalten. Endgültig töten kann er ihn nicht, weil er unsterblich ist und immer wieder durch Berührung den Körper seines nächsten Opfers übernimmt. Karen und Lukas fliehen mit dem unzerstörbaren Schlüssel in ein Reservat der Mohawk-Indianer. Michael Baer, Karens Großvater, und der junge Indianer, Grauer Adler, schmuggeln Karen und Lukas in Tarnanzügen in ein radioaktives Giftmülllager, um den Schlüssel dort zu verstecken. Der Böse, von den Indianern Wendigo genannt, tötet den alten Mann, den Polizisten Roseberry, der den Fall untersucht, und dessen Kollegen. Lukas kann den Minion nicht aufhalten und verfolgt ihn bis nach Jerusalem zur Abtei seines Klosters, in dem das Portal zur Hölle liegt. Alle Ordensmitglieder sterben und schließlich kommt es zum entscheidenden Schwertkampf der beiden Männer. Lukas besiegt den Minion und kann mit Karen den Schlüssel von der Tür abziehen, bevor sie aufgesprengt wird. Damit ist der böse Geist für die nächsten 1000 Jahre unschädlich gemacht. Karen will als Templerin für den Fortbestand des Ordens sorgen.

## Kritiken
„Sage und schreibe zwölf Millionen Dollar kostete der Film zu sehen ist davon nichts. Dank peinlicher Kampfszenen, billiger Optik und Schauspielern, die bereits der Text überfordert, suchte der Streifen das Publikum nur auf Video heim.“

Ttvtv.de schrieb: „Regisseur Jean-Marc Piché […] verbindet in seinem Thriller auf gekonnte Weise Fantasy mit hochkarätiger Action – die Riege der überzeugend agierenden Schauspieler wird von Action-Star Dolph Lundgren angeführt.“
Lexikon des internationalen Films schrieb actionbetonter Horrorfilm mit einer ungewohnten Mönchs-Rolle für den Körperschauspieler Dolph Lundgren.

## Hintergrundinformationen
Das Budget betrug etwa 12 Millionen US-Dollar. Gedreht wurde von Juni bis Juli 1997 in Montreal, New York City und Tel-Aviv. Der Film erschien 1998 auf Video, ohne in die Kinos zu kommen. Es war der erste Film des Regisseurs Jean-Marc Piché.